# Marnix Academie
De Marnix Academie is een zelfstandige, gespecialiseerde hogeschool, op het gebied van onderwijs, een opleidings- en kennisinstituut voor onderwijsprofessionals. De Marnix Academie richt zich op de lerarenopleiding basisonderwijs. Sinds 2022 biedt de hogeschool tevens een Associate degree aan voor professionals uit het onderwijs en de kinderopvang: Associate degree Pedagogisch Educatief Professional. Daarnaast verzorgt de Marnix Academie met post-hbo opleidingen en masteropleidingen verdere scholing en deskundigheidsbevordering voor mensen die al werkzaam zijn in het onderwijs en voor leidinggevenden. De academie bevindt zich in Utrecht.
De Marnix Academie is een betrekkelijk 'kleine' hogeschool. Er studeren circa 1800 studenten en er werken circa 200 medewerkers. De Marnix Academie is een open-christelijke hogeschool.
De Marnix Academie bestaat sinds 1984, maar de historie gaat nog 130 jaar verder terug. De hogeschool is ontstaan uit een fusie van de opleiding voor kleuterleidsters Marnixkweekschool, de Hervormde Pedagogische Academie Jan van Nassau en de Christelijke Pedagogische Academie Rehoboth. Deze scholen waren alle in Utrecht gevestigd.